# Coprophanaeus milon
Coprophanaeus milon là một loài bọ cánh cứng trong họ Bọ hung (Scarabaeidae).